# Monte Vitalba
Il Monte Vitalba (674 m s.l.m.) è il maggiore rilievo per altitudine delle Colline Pisane.

## Geografia
Il Monte Vitalba, raggiungendo un'altitudine di 674 m s.l.m., costituisce il rilievo di maggiore altitudine dell'intero sistema collinare e montuoso delle Colline Pisane. Nonostante quest'altitudine non sia particolarmente elevata in termini assoluti (essendo peraltro quasi al confine tra collina e montagna), l'isolamento topografico del Monte Vitalba è invece piuttosto notevole: in un raggio di 30 km circa, esso costituisce il punto di maggiore elevazione.

### Posizione
Il Monte Vitalba è situato in diretta prossimità della Strada Provinciale del Monte Vaso (SP48), nella zona meridionale delle Colline Pisane. Nonostante sia più vicino al centro abitato di Castellina Marittima (distando da esso circa 2 km in linea d'aria), il rilievo è invece interamente compreso nel comune di Chianni (dal cui capoluogo dista invece oltre 8 km).

### Idrografia
Dai versanti occidentale e settentrionale del monte sorgono rispettivamente il Botro del Confine e il Botro del Mulinaccio, entrambi tributari in sinistra idraulica del Torrente Marmolaio. Dal versante meridionale nasce invece il ramo primo del Torrente Sterza, uno dei principali corsi d'acqua delle Colline Pisane. Per finire, dal versante orientale sorge il Botro delle Fornacelle, appartenente anch'esso al bacino idrografico dello Sterza.

### Morfologia e panorama
Il Monte Vitalba è caratterizzato da una forma a cresta allungata, disposta in direzione est-ovest (e, dunque, curiosamente perpendicolare allo sviluppo principale nord-sud delle Colline Pisane).
La posizione predominante del rilievo fa sì che la sua cresta sia utilizzata per un duplice scopo: da un lato, sono presenti alcune antenne per la radio-trasmissione; dall'altro, è presente dal 2006 un parco eolico di 7 turbine Vestas (per un totale di 6 MW).
La presenza dei suddetti impianti inficia parzialmente la qualità del panorama godibile dal monte: la sommità vera e propria e molti dei punti panoramici sono purtroppo inaccessibili. Tuttavia, in prossimità della vetta è presente una vasta apertura – costituita da un esteso ghiaione – dalla quale si può apprezzare un notevole panorama in direzione meridionale: infatti, è da lì è possibile osservare l'intero profilo delle Colline Metallifere, potendosi spingere lo sguardo, nelle belle giornate, fino al lontano Monte Amiata; ben visibile è anche il profilo dell'Isola d'Elba.

## Come raggiungerlo
Il Monte Vitalba è facilmente accessibile a piedi imboccando la strada asfaltata – costruita e ben manutenuta per l'accesso agli impianti di cui sopra – che si diparte dalla SP48 all'altezza del Podere Vitalba, e che raggiunge la sommità in un percorso di 2 km circa.
In alternativa, il Monte Vitalba è raggiungibile seguendo un breve sentiero di circa 500 m di estensione che si diparte dalla vetta del Poggio Pianacce.

## Galleria d'immagini

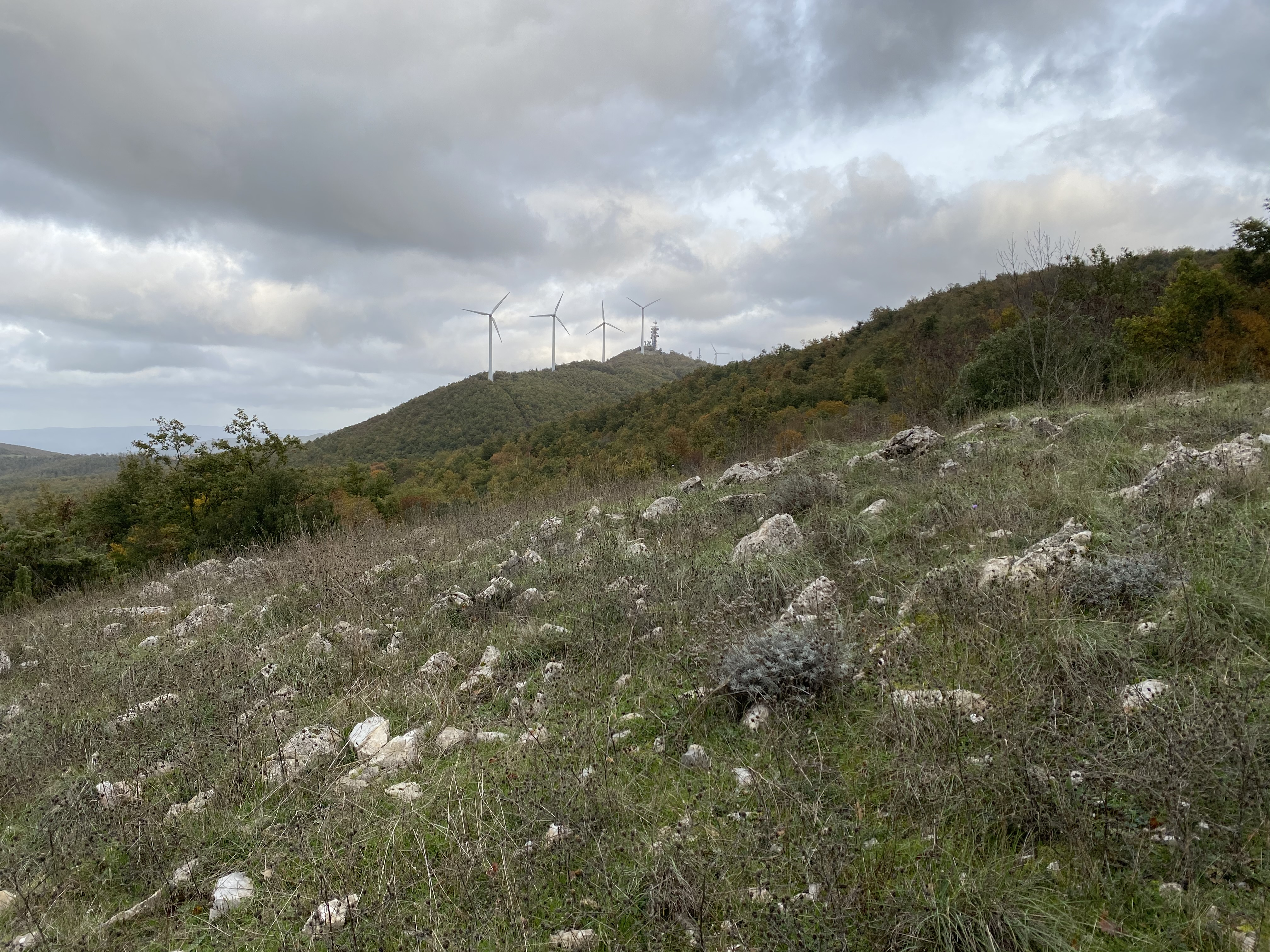
Il versante occidentale del Monte Vitalba visto dal percorso  Sassi Bianchi Trekking.
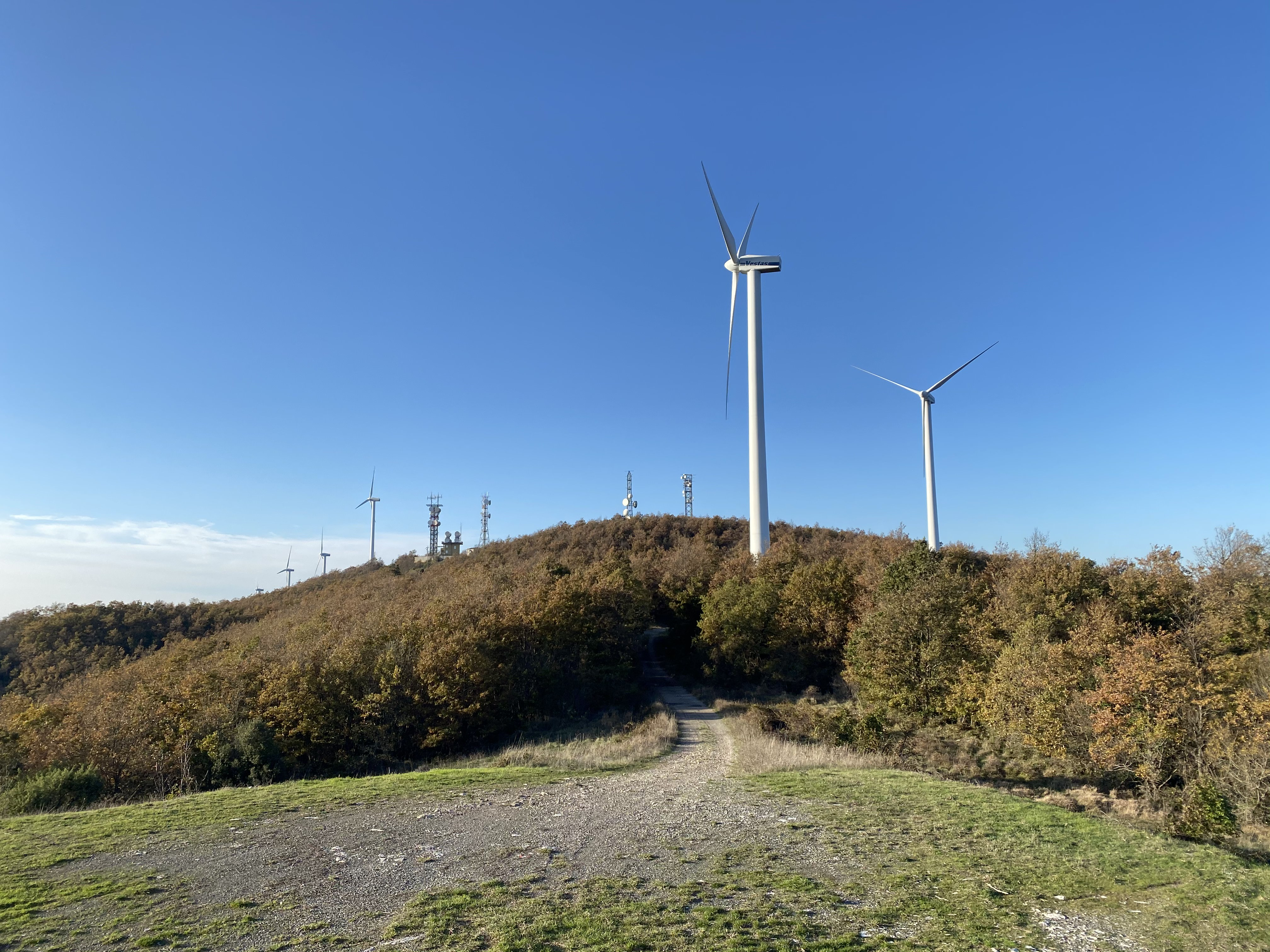
Il versante sud-orientale del Monte Vitalba visto dalla vetta del Poggio dei Sassi Bianchi.

## Cartografia
- Carta Tecnica Regionale (CTR) della Regione Toscana in scala 1:10000 (consultabile online)
- Cartografia ufficiale italiana dell'Istituto Geografico Militare (IGM) in scala 1:25 000 (consultabile online)